# Sean Kelly (sångare)
Sean Thomas Petrow Kelly, född 9 oktober 1970, död 21 april 2023 i Stockholm, var en brittisk-svensk sångare, skådespelare och sångpedagog. 
Sean Kelly ledde kören Stockholm sjunger som han var med och startade 2011. Han arbetade även som sånglärare på Stockholms Scengymnasium.[källa behövs] Efter en masterexamen från Kungliga Musikhögskolan i Stockholm 2004 studerade han vid Edith Cowan University i Perth i Australien och examinerades med ett Postgraduate Diploma of Arts 2005.
Våren 2009 bildades duon Sean-Magnus tillsammans med skådespelaren Magnus Skogsberg Tear. Deras föreställning Sean-Magnus älskar man hade premiär 2009. Föreställningen visades av SVT i augusti 2011. Uppföljaren Sean-Magnus kommer igen hade premiär på Södra Teatern i Stockholm i mars 2013 och visades av SVT i augusti samma år.
Sean Kelly spelade titelrollen i Macbeth med Romeo & Julia-kören från Dramaten 2001. I TV3:s Blåsningen lurade han bland annat Shirley Clamp och Johan Glans. Han medverkade i långfilmen The Stig-Helmer Story i rollen som Carl Eiwar, en legendarisk konfrencier på Nalen.